# Mistrzostwa Świata w Szermierce 1936
Mistrzostwa Świata w Szermierce 1936 – 14. edycja mistrzostw odbyła się we włoskim mieście San Remo. Zawody były rozgrywane tylko w konkurencji floret kobiet drużynowo, której nie było na Igrzyskach Olimpijskich w Berlinie.

## Klasyfikacja medalowa
| Lp. | Państwo    | złoto | srebro | brąz | Razem |
| --- | ---------- | ----- | ------ | ---- | ----- |
|     | III Rzesza | 1     | -      | -    | 1     |
|     | Węgry      | -     | 1      | -    | 1     |
|     | Austria    | -     | -      | 1    | 1     |

### Kobiety
| Złoto                                                              | Srebro                                                                          | Brąz                                                                              |
| Floret                                                             |                                                                                 |                                                                                   |
| III Rzesza · Hedwig Haß · Henni Jüngst · Olga Oelkers · Leni Oslob | Węgry · Erna Bogáti · Ilona Elek · Margit Elek · Katalin Horváth · Ilona Vargha | Austria · Elisabeth Grasser · Ellen Preis · Frieda von Gregurich · Fritzi Wenisch |